# Upadek (manga)
Upadek (jap. 零落 Reiraku) – manga autorstwa Inio Asano, publikowana na łamach magazynu „Big Comic Superior” wydawnictwa Shōgakukan od marca do lipca 2017. Na jej podstawie powstał film live action, którego premiera odbyła się w marcu 2023.

## Fabuła
Kaoru Fukazawa to odnoszący sukcesy mangaka, który niedawno ukończył swój najpopularniejszy komiks Sayonara Sunset. Jednak zamiast cieszyć się ze swojego osiągnięcia, pogrąża się w głębokim kryzysie osobistym i twórczym, uniemożliwiającym mu rozwój zarówno w karierze zawodowej, jak i życiu osobistym. Jego małżeństwo się rozpada, a miłość do komiksów została zniszczona przez rzeczywistość i brutalność branży mangowej.

## Manga
Manga ukazywała się w magazynie „Big Comic Superior” od 10 marca do 28 lipca 2023. Została zebrana w jednym tankōbonie, wydanym 30 października 2017.
W Polsce prawa do dystrybucji nabyło wydawnictwo Kotori, natomiast premiera odbyła się 26 kwietnia 2024.

## Film live action
W październiku 2022 ogłoszono, że manga otrzyma adaptację w postaci filmu live action, którego premiera odbyła się w Japonii 17 marca 2023. Za reżyserię na podstawie scenariusza Yutaki Kuramochiego odpowiadał Naoto Takenaka, a w rolach głównych wystąpili Takumi Saitō jako Kaoru Fukusawa, Shuri jako Chifuyu i Megumi jako Nozomi Machida.